# Xorides jiyuanensis
Xorides jiyuanensis là một loài tò vò trong họ Ichneumonidae.